# Moartea lui Seneca (pictură de David)
Moartea lui Seneca este o pictură realizată în ulei pe pânză de către artistul francez Jacques-Louis David în 1773 și care acum se află la Petit Palais din Paris. Tabloul prezintă sinuciderea lui Seneca cel Tânăr. Cu ansamblul său de figuri gesticulante, asemănător cu cel al lui Boucher, a fost a treia încercare a lui David de a câștiga Prix de Rome, dar a pierdut în fața unei picturi pe aceeași temă a lui Pierre Peyron. Pictura lui Peyron avea mai puține detalii și o paletă de culori mai întunecată, fiind mai apropiată de „antichitate”. El nu a fost doar rivalul lui David, ci și inițiatorul noului clasicism care l-a inspirat parțial pe David în realizarea lucrării Erasistratus descoperind cauza bolii lui Antiohus din 1774.

## Descriere
Această mare operă „fragonardiană” a lui David este în același timp barocă, elegantă și pompoasă. Mai bogată în culori și detalii decât rivala sa, ea prezintă personaje care gesticulează în stilul lui Boucher. Seneca, tăindu-și venele la ordinul lui Nero, are gesturi ample, la fel ca și personajele din public care sunt speriate.